# (6190) Rennes
(6190) Rennes es un asteroide perteneciente al cinturón de asteroides, una región del sistema solar que se encuentra entre las órbitas de Marte y Júpiter. Fue descubierto el 8 de octubre de 1989 por Masahiro Koishikawa desde la Estación Ayashi, Japón.

## Designación y nombre
Designado provisionalmente como 1989 TJ1. Fue nombrado Rennes en homenaje a Rennes, una ciudad de Francia, hermanada desde el año 1997 con la ciudad de Sendai en Japón. Es el centro de administración y cultura en Bretaña.

## Características orbitales
Rennes está situado a una distancia media del Sol de 2,810 ua, pudiendo alejarse hasta 3,069 ua y acercarse hasta 2,552 ua. Su excentricidad es 0,091 y la inclinación orbital 1,680 grados. Emplea 1721,23 días en completar una órbita alrededor del Sol.

## Características físicas
La magnitud absoluta de Rennes es 13,5. Tiene 9,431 km de diámetro y su albedo se estima en 0,095. 